# Via Domitia (chemin de Compostelle)
Pour les articles homonymes, voir Via Domitia.

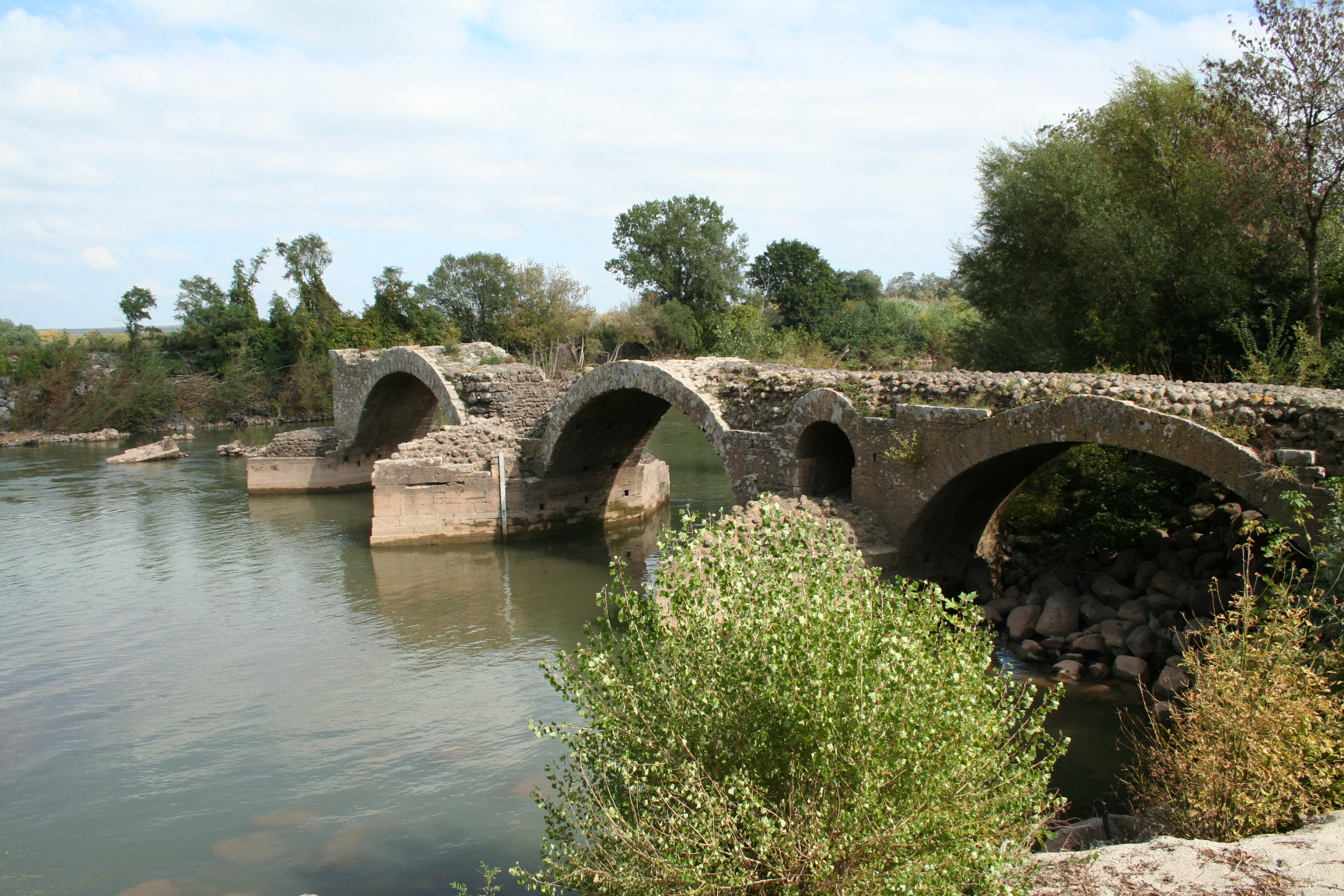
Pont romain de Saint-Thibéry sur la variante Carcassonne.

La Via Domitia est un itinéraire secondaire du pèlerinage de Saint-Jacques-de-Compostelle. Elle suit une partie du tracé de la voie Domitienne, ancienne voie romaine construite à partir de  118 av. J.-C. pour relier l'Italie à la péninsule Ibérique en traversant la Gaule narbonnaise ; elle correspond à l'actuel itinéraire de grande randonnée GR 653D.

## Historique et connexions

### L'itinéraire historique

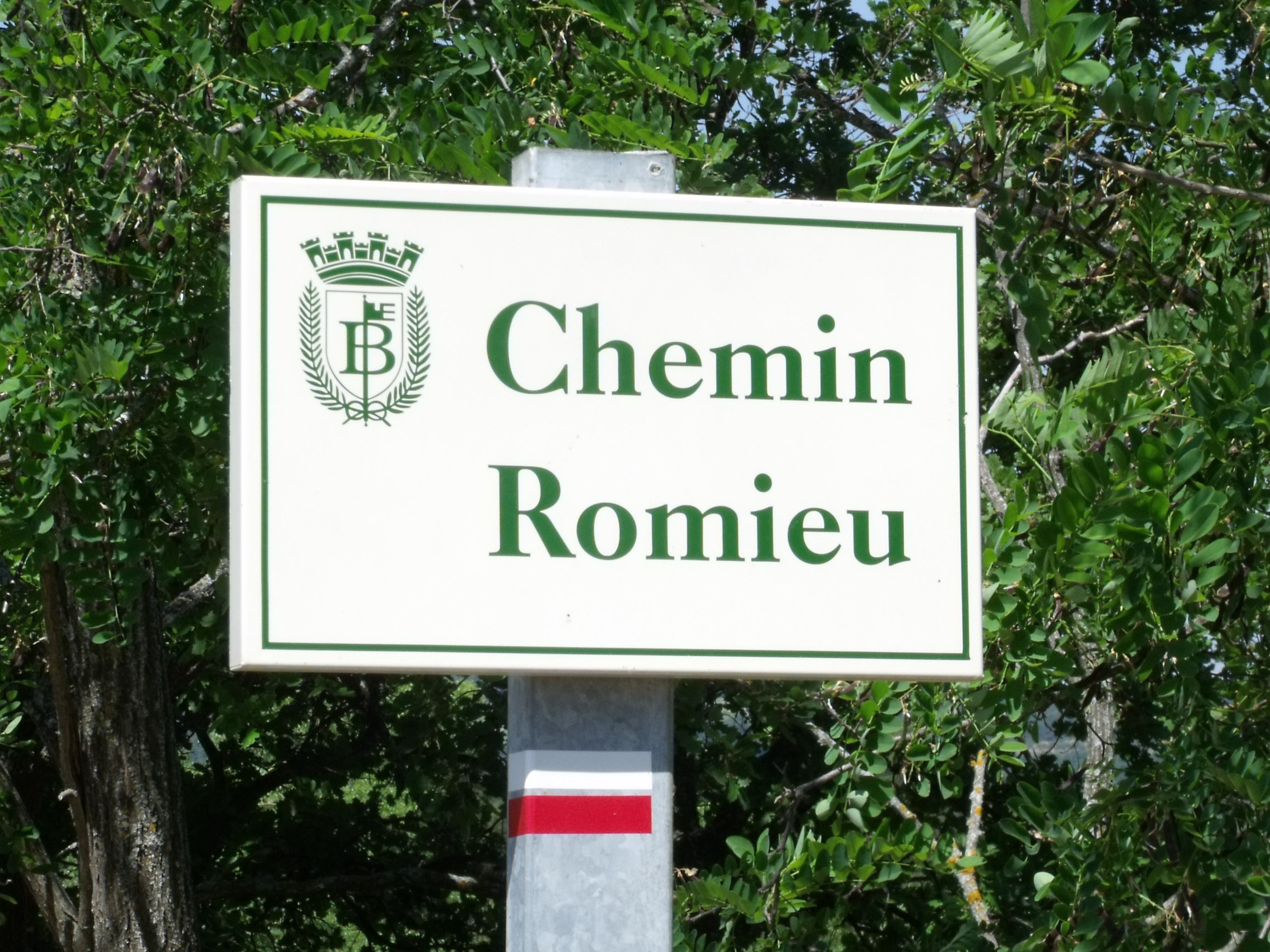
Chemin Romieu, empruntant la Via Domitia, au Pont Julien.

La via Francigena qui traverse les principales villes d’Italie pour amener les pèlerins vers Rome utilise également la via Domitia, en sens opposé de la route traditionnelle des jacquets italiens qui allaient, eux, vers Saint-Jacques-de-Compostelle. Elle recueille les pèlerins venus de Vénétie mais aussi des Balkans ; ainsi que ceux qui, du Sud de la Germanie, sont descendus en Italie par le col du Brenner. 
La via Domitia se dirige vers Turin, puis traverse le Val de Suse, où s'étaient implantées de nombreuses abbayes bénédictines et chartreuses, notamment à Oulx, avant de franchir les Alpes au col de Montgenèvre. 
Elle suit donc le même trajet que la Via Cottia ou Domitia pour rejoindre la Via Tolosane à Arles. Elle-même suit la Via Domitia jusqu’à Montpellier. 
Quant à la variante qui passe par Carcassonne, elle suit la Via Domitia jusqu’à Narbonne. 
Les jacquets qui empruntaient le Chemin du piémont pyrénéen, suivaient la via Domitia jusqu'à Perpignan.

### L'itinéraire moderne
L'itinéraire moderne, en France, a été créé à partir de 1998 par l'Association Provence-Alpes-Côte d’Azur-Corse des Amis des Chemins de Saint-Jacques-de-Compostelle et de Rome. L'idée de ce GR a été soumise en 2000 à la Fédération française de randonnée pédestre (FFRP). 
En coopération avec cette dernière, les recherches, reconnaissances et démarches diverses effectuées par l'association ont abouti à l’homologation en 2007 du chemin de Grande Randonnée GR 653D : Chemin de Saint-Jacques - Voie Domitienne qui va du col de Montgenèvre (Hautes-Alpes) à Arles (Bouches-du-Rhône).

## Le chemin principal

### Hautes-Alpes

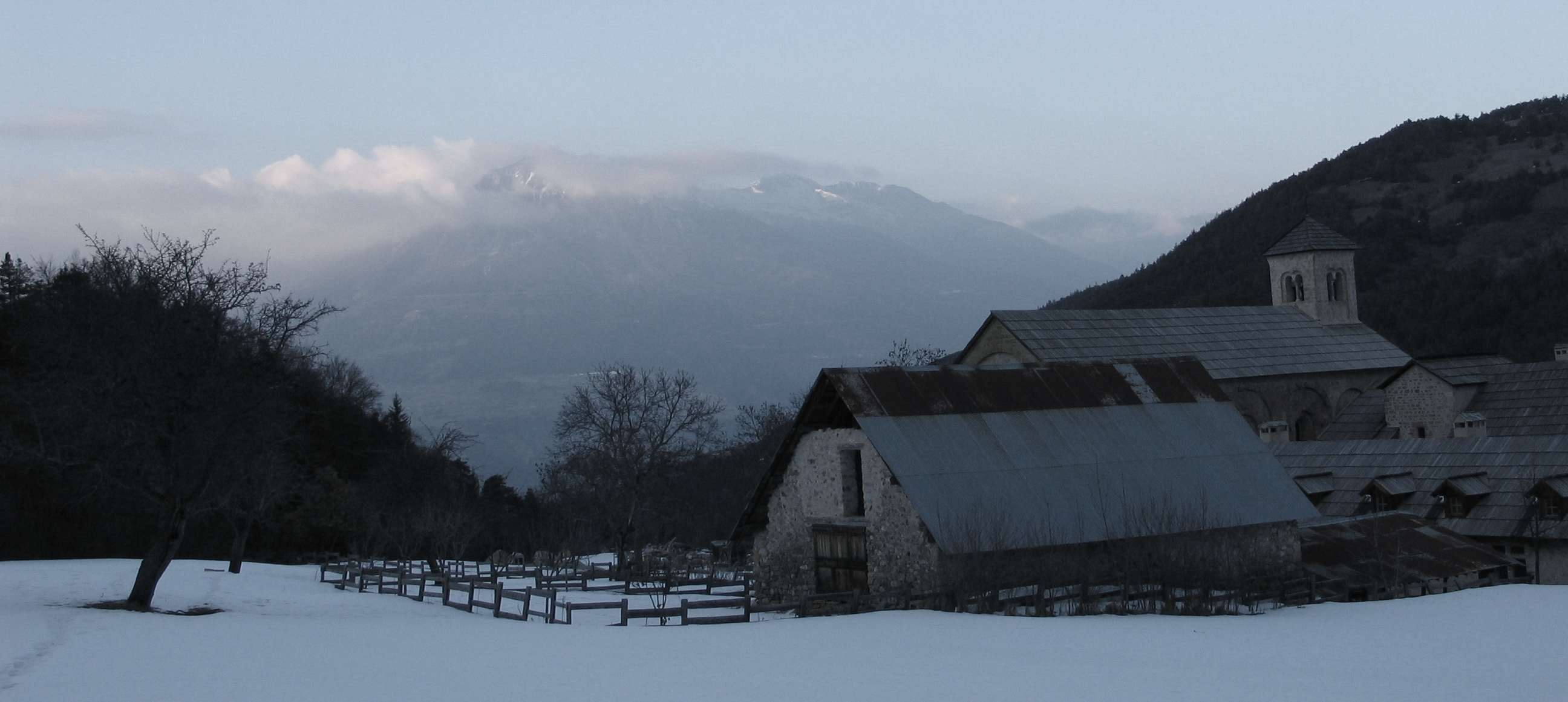
Abbaye de Boscodon à Crots.

- Le Montgenèvre, l'église Saint-Maurice et son fanal (lanterne) qui servait aux visiteurs qui franchissaient le col par mauvais temps, l'église Saint-Antoine des Alberts
- Névache, pour ceux qui avaient pris le col de l'Échelle, l’église de Plampinet et les fresques de Notre-Dame-des-Grâces,
- Briançon, ses fortifications, la Cité Vauban, la collégiale Notre-Dame Saint-Nicolas, l’église des Cordeliers, la chapelle des Pénitents, le couvent des Récollets, et l’église Sainte-Catherine.
- Villard Saint Pancrace, (Vraie orthographe, Villard....), La chapelle Saint Pancrasse (En 1148, une charte de l’abbaye d’Oulx, mentionne la chapelle comme un lieu de pèlerinage très fréquenté. La neuvaine est dédiée à Saint Pancrace (12 au 20 Mai). En 1497, l'évêque Rostaing d'Ancézune autorise la construction d'une nouvelle église au centre de Villard-Saint-Pancrace ; la date de 1542 et la signature IHOANNES RISTOLANI sont sculptées sur l'imposte de la porte.
- Prelles, hameau de Saint-Martin-de-Queyrières, la chapelle saint-Jacques et ses fresques de la vie de saint Jacques.
- Bouchier, hameau de Saint-Martin-de-Queyrières, la chapelle de Saint-Hippolyte
- L'Argentière-la-Bessée, les mines d’argent, l’église Saint-Apollinaire et la chapelle Saint-Jean
- La Roche-de-Rame, l’église Saint-Laurent
- Saint-Crépin, l’église « Sancto Crispino », et l'église Notre-Dame, ancienne église des Pèlerins.
- Eygliers, l'église Saint-Antoine, l’église Saint-Guillaume
- Saint-Clément-sur-Durance, la chapelle des Traverses et sa tour de Saint-Clément
- Châteauroux-les-Alpes, Notre-Dame des Baumes et Notre-Dame de Sainte-Croix
- Embrun, la cathédrale Notre-Dame-du-Réal, la Tour brune, ancien donjon des archevêques, l’église des Cordeliers.
- Crots, l’abbaye de Boscodon et le château de Picomtal
- Savines-le-Lac, Saint-Florent
- Chorges, La chapelle Saint-Roch au hameau des Bernards, l'église Saint-Victor
- Valserres, l’église Notre-Dame du Puy-Servier
- Lettret, l’église Notre-Dame de Rive
- Tallard, l’église Saint-Grégoire, le Château.
- La Saulce
- Vitrolles et sa forteresse.
- Monêtier-Allemont, et son prieuré
- Ventavon,
- Le Poët, l'église saint Pierre

### Alpes-de-Haute-Provence

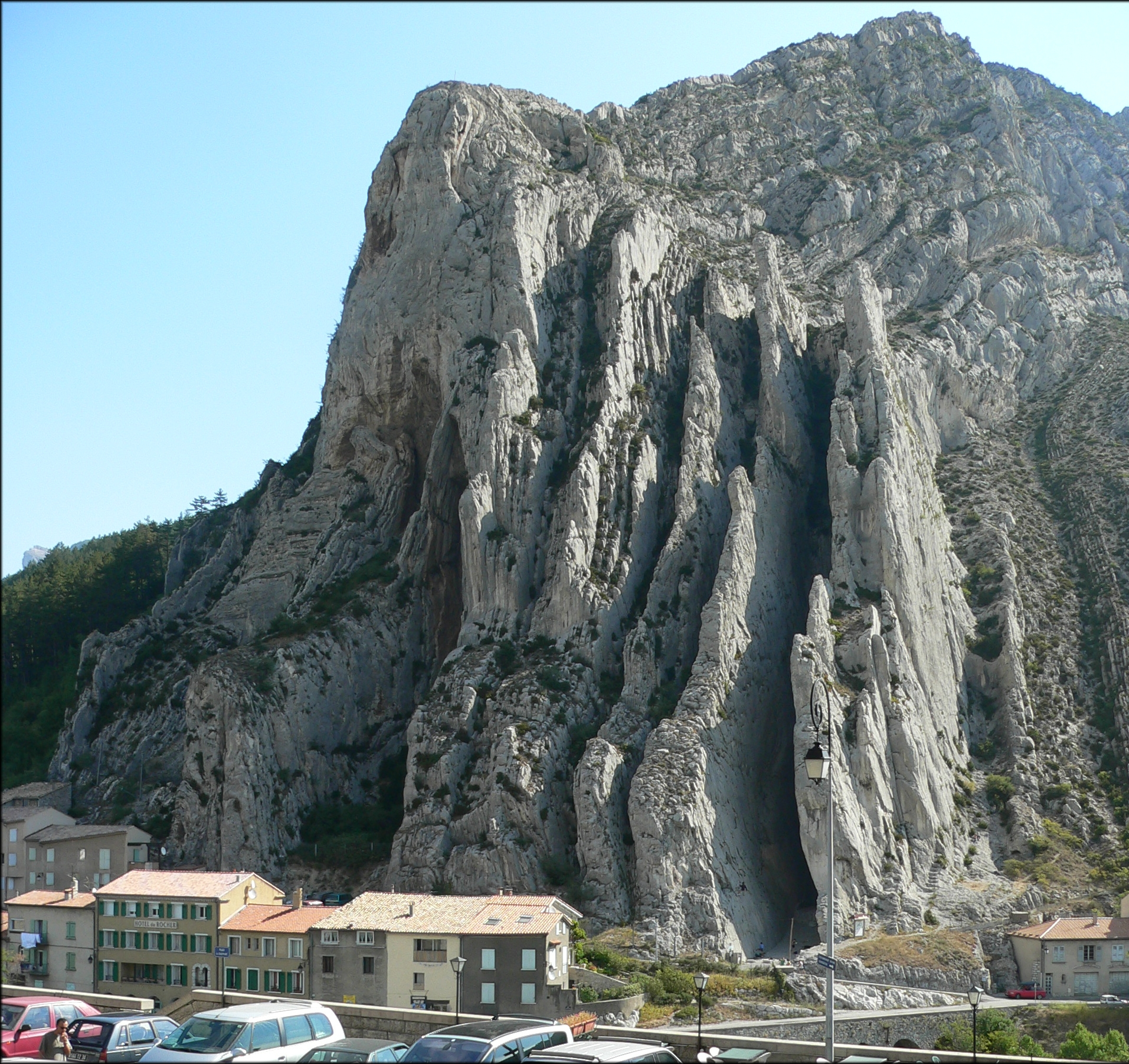
Le rocher de Sisteron.

- Sisteron, ou Sisteroun en provençal, la citadelle, la Cathédrale Notre-Dame des Pommiers
- Peipin, ou Puypin, l'église saint Pierre-ès-Liens la chapelle dite du château de Peipin,
- Château-Arnoux, Casteù Arnous, l'église Notre-Dame de Consolation, la chapelle saint Jean-Baptiste, et le château
- Val Saint Donat et son prieuré
- Peyruis, Peiruis, l'église Saint-Nicolas, la chapelle saint Roch,
- Ganagobie et l'abbaye de Ganagobie
- Lurs, la chapelle Notre-Dame des Anges, et le relais d'Alaunium
- Forcalquier, « Font Calquier », la cathédrale Notre-Dame du Marché ou du Bourguet, le Couvent des Récollets, le Couvent des Visitandines, et le couvent des Cordeliers, sans oublier sa citadelle.
- Mane, Manua, le prieuré de Salagon  et le Château de Sauvan
- Céreste, le prieuré de Carluc et le relais routier de Catuiacia.

### Vaucluse

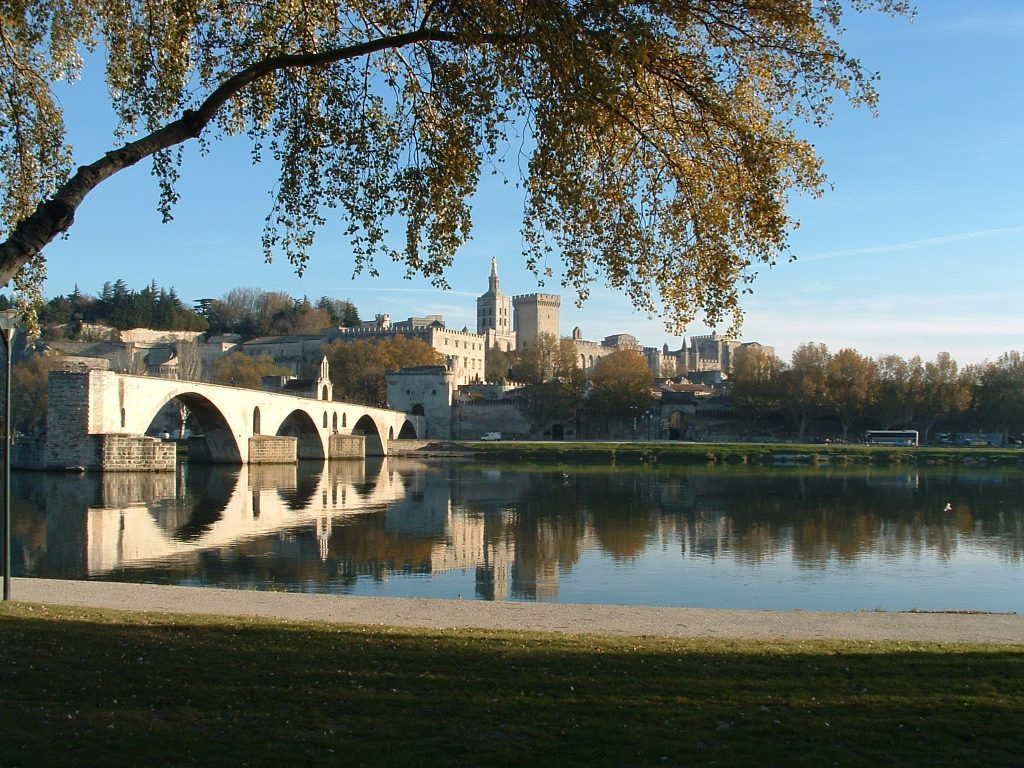
Le pont d'Avignon.

- Apt, l'ancienne cathédrale Sainte-Anne et le Pont Julien
- Goult, l’église Notre-Dame-de-Lumières
- Gordes, et l’Abbaye de Sénanque
- Coustellet hameau
- Robion, l'église Notre-Dame
- Cavaillon, la cathédrale Saint-Véran, et la chapelle Saint-Jacques
- Avignon, Le palais des Papes, et le pont Saint-Bénezet dit le Pont d'Avignon ;

### Bouches-du-Rhône

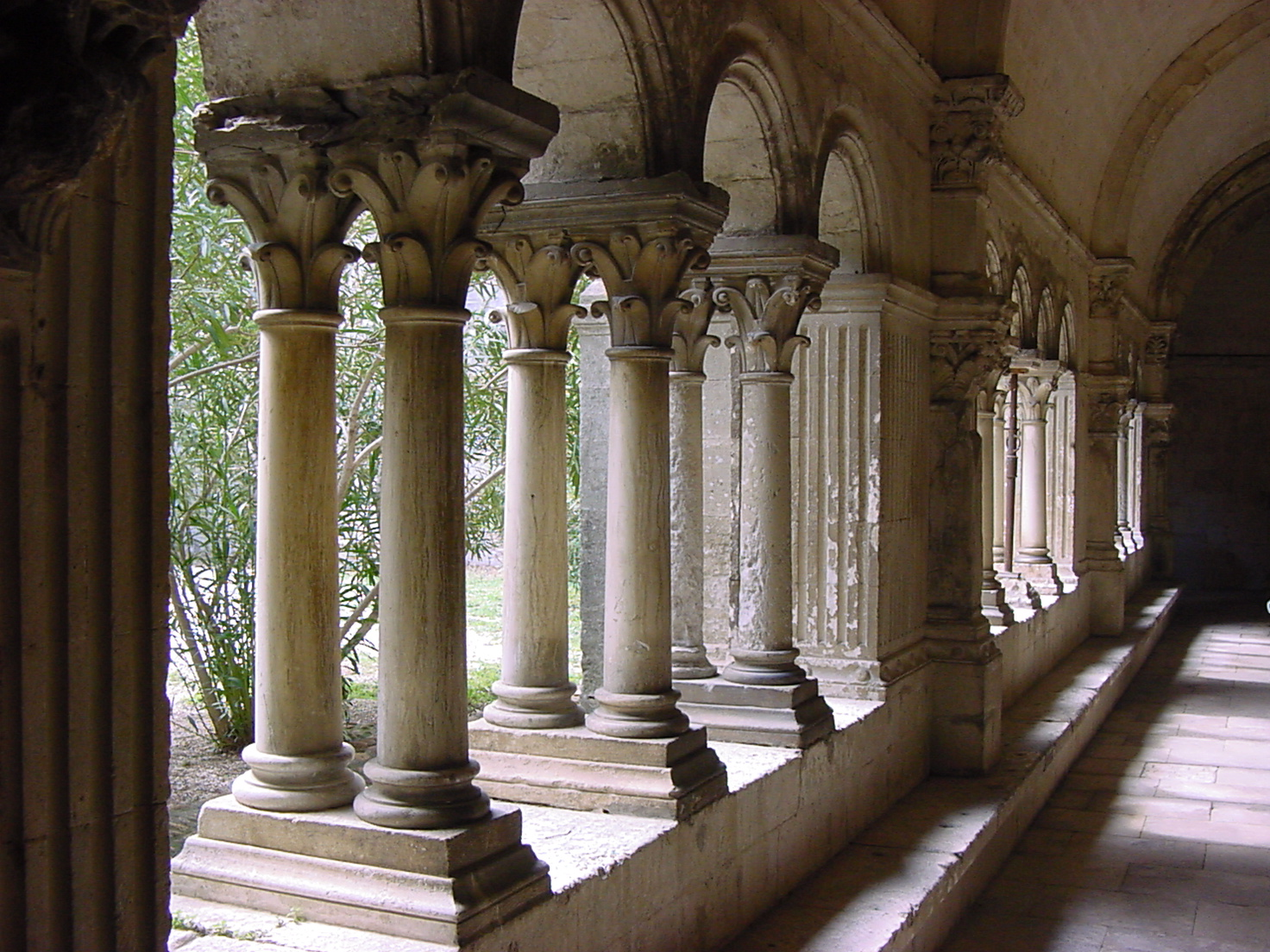
Cloître de l'abbaye de Montmajour.

- Saint-Rémy-de-Provence, l'église Saint-Martin et le site gallo-romain de Glanum
- Saint-Étienne-du-Grès, la chapelle Saint-Gabriel
- Les Baux-de-Provence, l’église Saint-Vincent, la Chapelle des Pénitents Blancs et le Pavillon de la Reine Jeanne.
- Fontvieille, l'église Saint-Pierre-ès-Liens, la Chapelle Saint Jean du Grès et le moulin dit de Daudet.
- L’Abbaye de Montmajour.

Les jacquets rejoignaient Arles et rendaient visite au corps du bienheureux Trophime, comme Aimery Picaud le recommandait.